# Атаманская станица
Атама́нская стани́ца (ранее также называлась Городофорпостинской) — один из исторических районов Астрахани, расположен в Трусовском административном районе города на правом берегу Волги. Территория бывшей станицы вошла в состав города в 1929 году с образованием Трусовского района.
С 1993 года исторический район имеет статус охраняемого памятника градостроительства регионального значения. Согласно Постановлению главы Администрации Астраханской области границы Атаманской станицы образуют улицы Гайдара, Аристова, Карла Маркса, Комсомольская, переулки Пугачёва, Пирогова и Нальчикский и набережная реки Волги.
Территория бывшей станицы преимущественно застроен малоэтажными зданиями дореволюционной постройки, в том числе многочисленными памятниками архитектуры. Застройка в основном деревянная, встречаются и кирпичные купеческие дома.

## История
Станица была основана в 1785 году указом императрицы Екатерины II под названием Городовой Форпост. Первыми поселенцами на этом месте были казаки старейшей станицы региона — Казачебугровской. Основными задачами станичников были охрана торговых судов, проходящих по Волге, и конвоирование почты. В 1893 году станица была переименована в Атаманскую. В 1911 году в ней построены водопровод и электрическая станция. В 1921 году вошла в городскую черту.